# 딘 버크
딘 버크(Dean Burk, 1904년 3월 21일 ~ 1988년 10월 6일)는 미국의 생화학자이자 의학 연구원이며, 카이저 빌헬름 협회와 미국 국립암연구소의 암 연구원이었다. 1934년에 그는 한스 라인위버와 함께 라인위버-버크 방정식을 기술했다. 라인위버와 버크는 저명한 통계학자 W. Edwards Deming과 협력하여 데이터 통계 분석을 수행했다.